# Echinoclathria egena
Echinoclathria egena är en svampdjursart som beskrevs av Wiedenmayer 1989. Echinoclathria egena ingår i släktet Echinoclathria och familjen Microcionidae.
Artens utbredningsområde är havet kring Australien. Inga underarter finns listade i Catalogue of Life.